# Тайна в их глазах
«Та́йна в их глаза́х» (англ. Secret in Their Eyes) — американский детективно-драматический художественный фильм 2015 года режиссёра и сценариста Билли Рэя.
Основан на аргентино-испанском художественном фильме «Тайна в его глазах» (исп. «El secreto de sus ojos»; англ. «The secret in their eyes»), снятом в 2009 году режиссёром Хуаном Хосе Кампанелья по роману аргентинского писателя Эдуардо Сачери «Вопрос в их глазах» (исп. «La pregunta de sus ojos»). В 2010 году этот фильм стал лауреатом 82-й премии «Оскар» Американской академии кинематографических искусств и наук в категории «Лучший фильм на иностранном языке» за 2009 год.
Фильм-ремейк Билли Рэя вышел в прокат в США 20 ноября 2015 года. Премьера в России состоялась 19 ноября 2015 года.

## Сюжет
Действие фильма начинается в 2002 году в Лос-Анджелесе, вскоре после трагических событий, произошедших 11 сентября 2001 года. Сотрудники ФБР из отдела по борьбе с международным терроризмом ведут наблюдение за мечетью, где, по их мнению, готовится террористический акт. Однажды трое из них — старожилы Рэг, Бампи и Джесс, а также недавно направленный к ним Рэй, — выезжают на сообщение о неопознанном женском теле, найденном в мусорном контейнере неподалёку от этой мечети. Жестоко изнасилованная, а после убитая и выброшенная в бак для мусора 26-летняя девушка оказывается единственной дочерью Джессики — Кэролин Коб. Федералы совместно с полицией начинают расследовать ужасное преступление и вскоре находят убийцу, который оказывается важным информатором ФБР по фамилии Марзин, передающим ценные сведения о функционирующей при мечети террористической группировке.
Далее Марзина допрашивал Рэй, тем временем к ним зашла Клэр. Она, увидев как подозреваемый заглядывает ей в вырез блузки, придумала как вывести его на чистую воду. Клэр начинает провоцировать Марзина, утверждая, что он не может быть преступником, так как судя по данным экспертизы и обстоятельствам преступления, злоумышленник был очень умён и имел огромный-преогромный «баклажан», а он, мальчишка-замухрышка, не может обладать таким «инструментом». Подозреваемый, уязвленный Клэр, признаётся в убийстве и набрасывается на неё; Рэй, защищая Клэр, избивает Марзина. Его остановила Клэр. Однако стремление Джесс и её друзей к изобличению и наказанию преступника столкнулось с государственными. Из соображений общественной безопасности руководство ФБР предпочитает сохранить жизнь ценному информатору, он отпущен на волю.
Такое развитие событий окончательно надломило морально опустошенную женщину, и она полностью замкнулась в себе, в то время как Рэй, не выдержав вопиющей несправедливости и потеряв веру в правосудие, увольняется из ФБР.
Спустя тринадцать лет, после долгого собственного расследования и тщательного анализа информационных баз заключённых, Рэй, ставший частным детективом, возвращается к своим бывшим коллегам сообщить о том, что он нашёл убийцу, после чего просит Клэр, дослужившуюся до окружного прокурора, возобновить дело. Рэй нашёл убийцу, но это был не Марзин. Рэй в недоумении. Джесс призналась в том, что тринадцать лет назад убила Марзина. Рэй осознаёт, что все эти годы искал убийцу зря. Отвезя Клэр к её дому, герой решает вернуться к Джесс, вероятно из-за того, что признание Джесс не соответствует её предыдущей позиции неприятия скорой расправы над убийцей. В дороге он вспоминает события тринадцатилетней давности, и приходит к выводу, что слова Джесс о том, что она хочет побыть одна, уехать подальше от людей, её желание, чтобы Марзин страдал до конца своей жизни, указывают лишь на одно. Подъехав к дому Джесс, он видит, как она направляется к хозяйственной постройке. Следуя за ней, он видит, как она насыпает собачий корм в миску и задвигает её под прутья большой клетки. Джесс не замечает Рэя. Рэй видит в клетке грязного, беспомощного, опустившегося Марзина, убийцу, которого искал много лет. Джесс наконец замечает Рэя. Тот подходит к клетке, разглядывая Марзина, последний, обращаясь к Рэю, уговаривает его попросить Джесс хотя бы говорить с ним. Рэй смотрит на Джесс, на немой вопрос Рэя она говорит ему: «Пожизненно, Рэй!». Рей отвечает Джесс, что она также избрала для себя пожизненное заключение. Он оставляет заряженный пистолет рядом с клеткой, а сам выходит во двор, берёт лопату и копает могилу. Из хозяйственной постройки слышен звук выстрела. Джесс выходит и, улыбаясь, смотрит на Рэя. Рэй смотрит на неё, улыбаясь в ответ, и продолжает копать.

## В ролях
- Чиветел Эджиофор — Рэй Кастен
- Николь Кидман — Клэр Слоан
- Джулия Робертс — Джессика Коб
- Дин Норрис — Бампи Виллис
- Майкл Келли — Рэг Сиферт
- Линдон Смит — Кит
- Джо Коул — Марзин